# Pentoxylales
 (juin 2025).
La mise en forme du texte ne suit pas les recommandations de Wikipédia : il faut le « wikifier ».
Les points d'amélioration suivants sont les cas les plus fréquents. Le détail des points à revoir est peut-être précisé sur la page de discussion.
- Les titres sont pré-formatés par le logiciel. Ils ne sont ni en capitales, ni en gras.
- Le texte ne doit pas être écrit en capitales (les noms de famille non plus), ni en gras, ni en italique, ni en « petit »…
- Le gras n'est utilisé que pour surligner le titre de l'article dans l'introduction, une seule fois.
- L'italique est rarement utilisé : mots en langue étrangère, titres d'œuvres, noms de bateaux, etc.
- Les citations ne sont pas en italique mais en corps de texte normal. Elles sont entourées par des guillemets français : « et ».
- Les listes à puces sont à éviter, des paragraphes rédigés étant largement préférés. Les tableaux sont à réserver à la présentation de données structurées (résultats, etc.).
- Les appels de note de bas de page (petits chiffres en exposant, introduits par l'outil «  Source ») sont à placer entre la fin de phrase et le point final[comme ça].
- Les liens internes (vers d'autres articles de Wikipédia) sont à choisir avec parcimonie. Créez des liens vers des articles approfondissant le sujet. Les termes génériques sans rapport avec le sujet sont à éviter, ainsi que les répétitions de liens vers un même terme.
- Les liens externes sont à placer uniquement dans une section « Liens externes », à la fin de l'article. Ces liens sont à choisir avec parcimonie suivant les règles définies. Si un lien sert de source à l'article, son insertion dans le texte est à faire par les notes de bas de page.
- La présentation des références doit suivre les conventions bibliographiques. Il est recommandé d'utiliser les modèles {{Ouvrage}}, {{Chapitre}}, {{Article}}, {{Lien web}} et/ou {{Bibliographie}}. Le mode d'édition visuel peut mettre en forme automatiquement les références.
- Insérer une infobox (cadre d'informations à droite) n'est pas obligatoire pour parachever la mise en page.

Pour une aide détaillée, merci de consulter Aide:Wikification.
Si vous pensez que ces points ont été résolus, vous pouvez retirer ce bandeau et améliorer la mise en forme d'un autre article.
Ordre
Les Pentoxylales sont un ordre fossile de plantes à graines ayant existé du Jurassique au Crétacé inférieur dans l'est du Gondwana.

## Découverte
Les premiers spécimens de Pentoxylales ont été identifiés par Birbal Sahni, en 1948, dans une strate des Rajmahal Hills au nord-est de l'Inde. D'autres restes ont été également trouvés en Nouvelle-Zélande, en Australie, ainsi qu'en Antarctique. Les plus vieux représentants du groupe proviennent du Jurassique supérieur, or il y aurait des spécimens datant du Jurassique inférieur, qui restent malgré tout non confirmés.

## Morphologie

### Tige
La tige fait partie du genre morphologique Pentoxylon, et consiste, dans la partie interne, en 5 stèles comportant chacune un cambium.
Cinq autres stèles de taille moins importante sont disposées en cercle dans les espaces non occupés par les stèles principales. Le tout est entouré de tissus fondamentaux. Le bois, créé par le cambium, est de type picnoxylique.
Vishnu-Mittre décrit des spécimens comportant 6 à 8 stèles, et pour d'autres, seulement 3 à 4 stèles.

### Feuillage
Les feuilles des Pentoxylales ont un pétiole du type morphologique Taeniopteris daintreei. Ce sont des feuilles simples, allongées et lisses, avec une nervure centrale importante. La marge est non brisée, et les nervures latérales émergent de la nervure principale avec un angle de 60 à 90°.
Les feuilles peuvent atteindre jusqu'à 20 cm de long.

### Organes polliniques
Les organes polliniques des Pentoxylales font partie du genre morphologique Sahnia. Ils consistent en des structures allongées, appelées micro-sporophylles (feuilles modifiées), portant les microsporanges.
Ces sporophylles émergent d'une structure en forme de col entourant l'apex végétal de la tige.
La base des organes polliniques est entourée de bractées mesurant jusqu'à 6 mm de long. Le pollen est monosulqué, c'est-à-dire qu'il ne possède qu'une seule ouverture dans sa paroi, et mesure environ 25 µm de diamètre.

### Organes porteurs de graines
Les organes portant les graines des Pentoxylales sont appelés Carnoconites. Ce sont des cônes de 6 mm de long et 5mm de large. Ils sont organisés autour d'un axe principal de 0.7 mm de large, avec un cône apical inséré directement sur l'axe.
Les graines, ovales et semblablement sessiles, sont organisées en spirale sur les cônes.

### Reconstruction de la plante
Malgré les incertitudes concernant l'habitat des Pentoxylales, la découverte de fossiles en Antarctique vient renforcer l'hypothèse qu'elles vivaient principalement dans l'hémisphère sud du supercontinent Gondwana durant la période Jurassique - Crétacé Inférieur.
Il est présumé que les Pentoxylales étaient des arbres de petite taille, voir des buissons.
Leur structure anatomique étant semblable à celle des lianes, il a été suggéré qu'elles vivaient dans un habitat similaire à celui des ronces actuelles.

## Phylogénétique
La position phylogénétique des Pentoxylales reste encore aujourd'hui obscure. Elles possèdent des ressemblances avec d'autres plantes à graines telles que les Bennettitales et certaines Cycadales, mais se démarquent aussi clairement sur certains aspects, leurs organes reproducteurs restant très primitifs en comparaison aux autres groupes.